# Marcello Bacciarelli
Marcello Bacciarelli, né à Rome (États pontificaux) le 16 février 1731, mort à Varsovie (Pologne) le 5 janvier 1818, est un peintre italien de la période baroque, principalement actif en Pologne. 

## Biographie
Après avoir étudié à Rome, Marcello Bacciarelli est appelé à Dresde en 1750 pour entrer au service de la cour de l’Électeur de Saxe Frédéric-Auguste II (aussi roi de Pologne sous le nom d’Auguste III). Il y travaille comme dessinateur mais il réalise déjà quelques portraits. De 1756 à 1764, il s’installe à Varsovie avec toute la cour saxonne, travaillant comme portraitiste pour l’aristocratie. À cette époque, il fréquente la noblesse polonaise et fait notamment la connaissance de la famille du futur roi de Pologne Stanislas II Auguste Poniatowski. En 1764, il entame un séjour de deux ans à Vienne, au service de Marie-Thérèse d'Autriche, afin de réaliser les portraits des membres de la famille impériale. 
En 1766, il s’installe définitivement à Varsovie où il sera étroitement associé au roi Stanislas II Auguste Poniatowski et à sa cour. À la demande du roi, il crée une école de peinture au château royal. Il devient  le responsable de la politique artistique de la monarchie. En 1768, il est anobli. Il devient le principal peintre du roi, responsable de l’atelier du château royal, supervisant la décoration de la résidence royale (1776-1785), gérant les collections royales. En 1786, il devient le directeur général des édifices royaux. Progressivement, il est devenu le confident et l’ami du roi. En 1787, il effectue un voyage en Italie afin d’acheter des tableaux pour compléter les collections royales. En 1795, quand le roi est forcé de quitter la capitale et d’abdiquer, il reste à Varsovie, gardant sous contrôle la vie artistique de la ville. En 1798, à la mort de Stanislas II Auguste Poniatowski, il s’occupe de gérer le patrimoine royal. En 1816, en raison des services rendus à l’art polonais, il est nommé professeur et doyen honoraire de la nouvelle faculté des arts de l’université royale de Varsovie.
Membre honoraire des académies des beaux-arts de Dresde, Vienne et Berlin, il s’éteint à Varsovie le 5 janvier 1818, laissant une œuvre monumentale principalement composée de portraits et de représentations de scènes historiques. Son influence sur la peinture polonaise a été considérable.

## Œuvres
- Portrait de Stanislas Auguste Poniatowski, roi de Pologne (1768), huile sur toile, 148 × 107 cm, Palais Pitti, Florence[3]
- Allégorie de la Force, dessus-de-porte de la salle d'audience du château royal de Varsovie
- L'Union de Lublin, huile sur toile, Salle des Chevaliers, château royal de Varsovie
- Octroi par Napoléon de la Constitution du Duché de Varsovie, musée national de Varsovie
- Portrait du couronnement de Stanislas II Auguste Poniatowski, château royal de Varsovie
- Portrait de Jean II Casimir Vasa, château royal de Varsovie

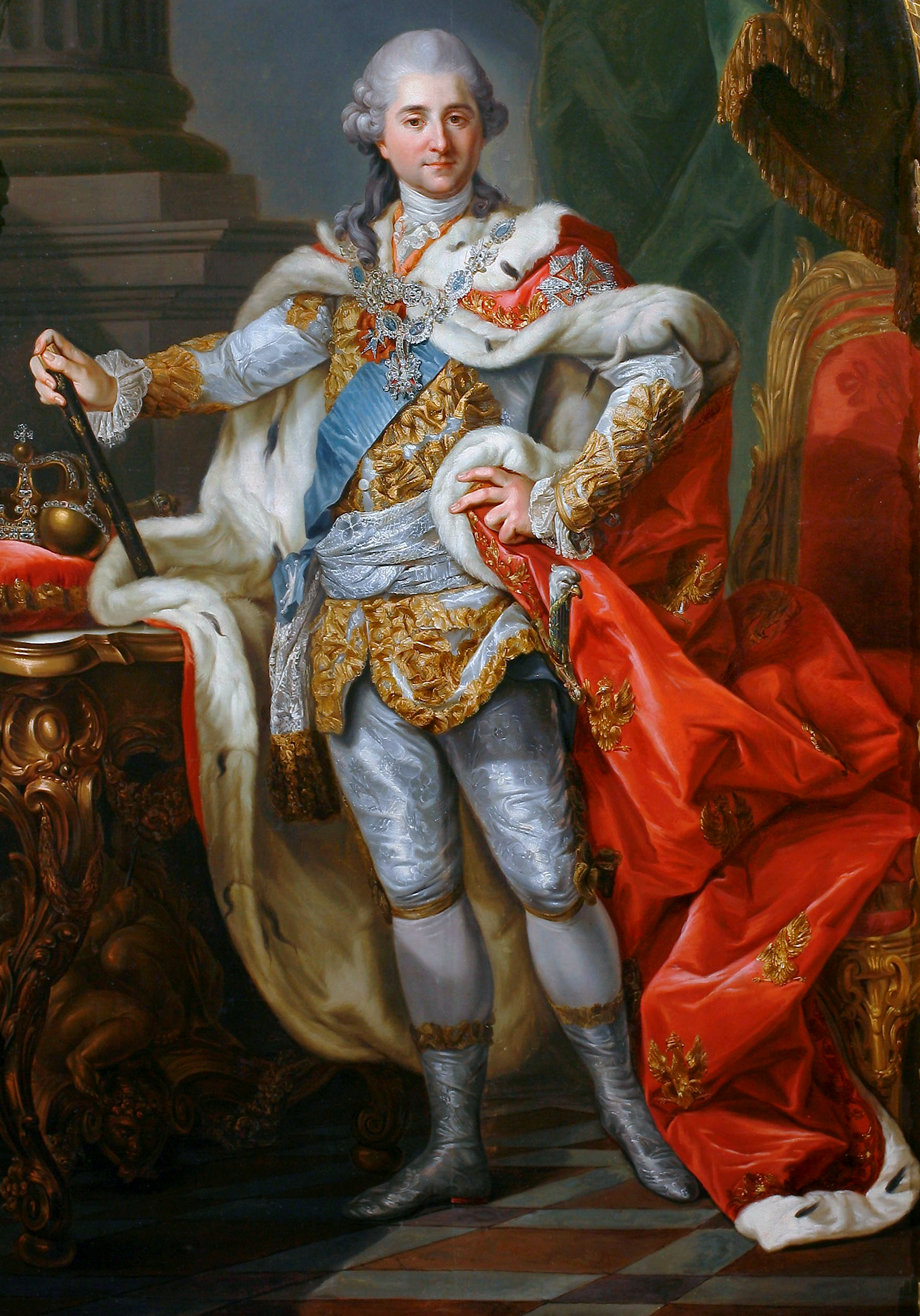
Stanislas II Auguste Poniatowski (1732-1798), château royal de Varsovie.
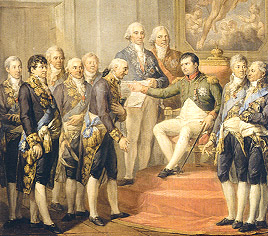
Napoléon remet la Constitution au Grand duché de Varsovie (1807), musée national de Varsovie.
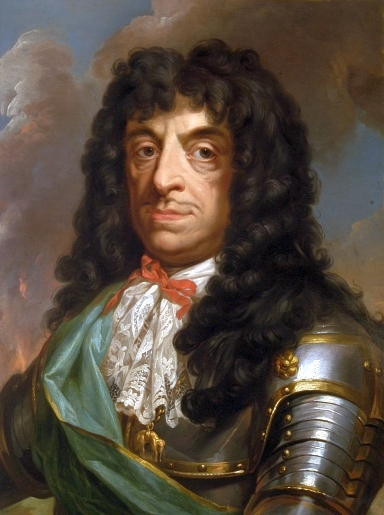
Jean II Casimir Vasa (1609-1672), château royal de Varsovie.